# Cryptoholcocerus mongolicus
Cryptoholcocerus mongolicus is een vlinder uit de familie van de Houtboorders (Cossidae). De wetenschappelijke naam van de soort is voor het eerst gepubliceerd in 1882 door Nikolai Grigorievitsj Ersjov.
De soort komt voor in Zuidoost-Kazachstan, Kirgizië, Oezbekistan, Tadzjikistan, Pakistan, Afghanistan en Noordwest-China.